# Ocupación de la Franja de Gaza por Egipto
La ocupación de la Franja de Gaza por Egipto se produjo entre 1948 y octubre de 1956 y de nuevo a partir de marzo de 1957 hasta junio de 1967. Desde septiembre de 1948 y hasta su disolución por el presidente egipcio Gamal Abdel Nasser en 1959, la Franja de Gaza fue administrada oficialmente por el Gobierno de Toda Palestina. Aunque en gran medida simbólico, el gobierno fue reconocido por la mayoría de los miembros de la Liga Árabe. Tras su disolución, Egipto no se anexó la Franja de Gaza, pero la dejó bajo régimen militar en espera de una solución a la cuestión palestina. Tras la guerra de los Seis Días, Israel tomó la administración en la franja.

## Antecedentes

### Fin del Mandato británico
Después de la Primera Guerra Mundial, la Liga de las Naciones otorgó a Gran Bretaña autoridad sobre ciertos antiguos territorios otomanos, incluyendo la Franja de Gaza. Lo que sería conocido como el Mandato británico de Palestina fue autorizado formalmente por el Consejo de la Sociedad de Naciones el 24 de julio de 1922, autorización que entró en vigor el 26 de septiembre de 1923.
Después de la Segunda Guerra Mundial, el Mandato británico de Palestina llegó a su fin. Las naciones árabes circundantes también estaban emergiendo de la dominación colonial. Después de la captura de la Ribera Occidental, durante la guerra árabe-israelí de 1948, Abdullah I tomó el título de Rey de Jordania. El nombre del estado cambió a Reino Hachemita de Jordania el 1 de diciembre de 1948, pero permaneció bajo una fuerte influencia británica. Egipto, mientras que nominalmente independiente, firmó el tratado anglo-egipcio de 1936 que incluía disposiciones por las cuales Gran Bretaña mantenía una guarnición de tropas sobre el Canal de Suez. Desde 1945, Egipto intentó renegociar los términos de este tratado, que fue visto como un vestigio humillante del colonialismo.
El 29 de noviembre de 1947, la Asamblea General de las Naciones Unidas aprobó un plan para resolver el conflicto árabe-judío mediante la partición de Palestina en dos estados: uno judío y otro árabe. En el período inmediatamente posterior a la aprobación de este plan, estalló la guerra civil en el territorio del casi extinto Mandato. 
El 14 de mayo de 1948, David Ben-Gurión declaró la independencia del Estado de Israel y, al día siguiente, los ejércitos de Egipto, Jordania y Siria declararon la guerra e invadieron el recién creado estado, ayudados por soldados enviados desde Irak.
Egipto hizo avances significativos a principios de la guerra, pero ellos se invirtieron a finales de diciembre de 1948, cuando el ejército israelí, durante la operación Horeb, empujó a las fuerzas egipcias fuera del Néguev y rodeó a las fuerzas egipcias en la Franja de Gaza, lo que obligó a la retirada de Egipto y la aceptación de un alto el fuego. El 7 de enero de 1949, se logró una tregua. Las fuerzas israelíes se retiraron del Sinaí y Gaza bajo la presión internacional.

### Armisticio de 1949
El 24 de febrero de 1949, el Acuerdo de Armisticio entre Israel y Egipto fue firmado en Rodas. Según el acuerdo, la línea del armisticio fue dibujada a lo largo de la frontera internacional (que data de 1906) para la mayor parte, excepto cerca del mar Mediterráneo, donde Egipto permanecía con el control de una franja de tierra a lo largo de la costa, denominada desde entonces como la Franja de Gaza.

## Gobierno de Toda Palestina (1948–1959)
El Gobierno de Toda Palestina era una entidad establecida por la Liga Árabe el 22 de septiembre de 1948, durante la guerra árabe-israelí de 1948, supuestamente para proporcionar un gobierno árabe a Palestina. Después de la guerra, la Franja de Gaza fue el único territorio del ex-Mandato bajo la jurisdicción de la entidad. Sin embargo, los miembros del Gobierno fueron enviados a El Cairo, y tenía poca o ninguna influencia sobre los acontecimientos en Gaza.
Según Avi Shlaim:
[E]l contraste entre las pretensiones del Gobierno de Toda Palestina y su capacidad fueron rápidamente reducidos al nivel de la farsa. Reclamaba la jurisdicción sobre toda Palestina, sin embargo, no tenía administración, ni función pública, ni dinero, ni verdadero ejército propio. Incluso en el pequeño enclave en torno a la ciudad de Gaza, su disposiciones eran aceptadas solamente por la gracia de las autoridades egipcias. Aprovechando la dependencia del nuevo gobierno de sus fondos y su protección, los pagadores egipcios lo manipuló para socavar la afirmación de Abdullah para representar a los palestinos en la Liga Árabe y en los foros internacionales. Aparentemente el embrión de un Estado palestino independiente, el nuevo gobierno, desde el momento de su creación, se redujo así al papel triste de un ir y venir en la lucha por el poder entre El Cairo y Ammán.

### La crisis de Suez y sus consecuencias
En 1956, Egipto bloqueó el golfo de Aqaba, tomó el control del canal de Suez y los bloqueó para el tránsito israelí, amenazando al joven estado y violando la Convención del Canal de Suez de 1888. Francia y el Reino Unido apoyaron a Israel en su determinación de que el canal debía permanecer abierto a todas las naciones de acuerdo con la Convención.
El 29 de octubre de 1956, Israel, Francia y el Reino Unido invadieron la Franja de Gaza y la península del Sinaí iniciando la guerra de Suez. Bajo la presión internacional, la Coalición anglo-francesa se retiró a finales de 1956, y el ejército israelí se retiró del Sinaí y Gaza en marzo de 1957.
En 1959, mientras buscaba incorporar las naciones árabes como un solo estado, las políticas panárabes de Nasser lo llevaron a abolir el Gobierno de Toda Palestina.

## Administración egipcia (1959–1967)
En 1959, la Franja de Gaza bajo el Gobierno de Toda Palestina se fusionó oficialmente en la efímera República Árabe Unida. Todas las referencias a la Franja independiente fueron eliminadas y la administración egipcia se impuso oficialmente. En este movimiento, Nasser canceló de facto cualquier autonomía palestina oficial. En 1962, el gobierno egipcio estableció un Consejo Legislativo Palestino electo por la población.
Cuando la Organización para la Liberación de Palestina (OLP) fue fundada en 1964, Nasser proclamó que deseaba darle autoridad sobre Gaza, pero que nunca fue conferida en la práctica. Un año más tarde, el servicio militar obligatorio se instituyó para el Ejército por la Liberación de Palestina.

## Fin de la ocupación egipcia
El 5 de junio de 1967, en un clima político recalentado, semanas después de que Egipto bloqueara los estrechos de Tirán y lo cortaran a la navegación israelí, Israel lanzó un ataque contra Egipto, dando inicio a la guerra de los Seis Días. Derrotó rápidamente los estados árabes circundantes y tomó el control de, entre otras áreas, la Franja de Gaza. La presión internacional conminaba a Israel a retirarse de los territorios. El 22 de noviembre de 1967, el Consejo de Seguridad de la ONU adoptó la Resolución del Consejo de Seguridad de las Naciones Unidas 242, que abogaba por la retirada israelí de los territorios que capturó en 1967 a cambio de la paz con sus vecinos árabes. Ninguna de las dos partes aceptó.
En 1978, Israel y Egipto firmaron los históricos Acuerdos de Camp David, que puso fin oficial a la lucha entre ellos. La segunda parte de los acuerdos era un marco para el establecimiento de un régimen autónomo en Cisjordania y la Franja de Gaza. Por lo tanto, Egipto señaló el fin a cualquier ambición de controlar la propia Franja de Gaza; a partir de entonces, el estado de la Franja de Gaza sería discutido como parte de la cuestión más general de las propuestas de un estado palestino.

## Demografía y economía
La afluencia de más de 200 000 refugiados en Gaza durante la guerra de 1948 dio lugar a una dramática disminución en el nivel de vida. Debido a que el gobierno egipcio restringía el movimiento hacia y desde la Franja de Gaza, sus habitantes no podían moverse a otra parte para obtener un empleo mejor remunerado. En 1955, un observador (miembro de la Secretaría de las Naciones Unidas) señaló que: «Para todos los efectos prácticos, es cierto que durante los últimos seis años en Gaza más de 300 000 personas afectadas por la pobreza se han limitado físicamente a un área del tamaño de un gran parque de ciudad».